# Hispasat
Hispasat, S.A é um operador de satélites de comunicações espanhol que oferece cobertura na América, Europa e no Norte da África. Foi fundada em 1989, sua área de atuação se concentra nos serviços de comunicação nos setores comercial e governamentais.
O primeiro satélite lançado designava-se Hispasat 1A, e o seu lançamento ocorreu em 11 de Setembro de 1992 usando um Ariane 4, a partir do Centro Espacial de Kourou, na Guiana Francesa, e colocado em órbita geoestacionária a 36.000 km de altura em relação à linha do Equador a 30° Oeste.

## Estrutura societária e acionária

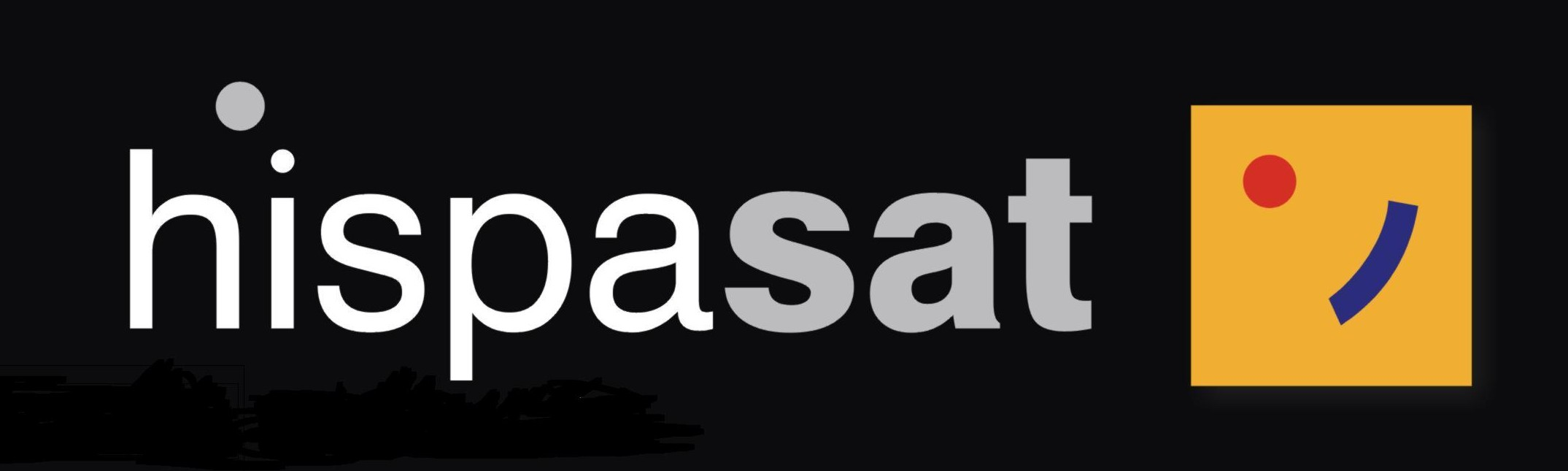
Antigo logotipo da Hispasat, usado de 2001 até maio de 2017.

O Grupo Hispasat é formado pela Hispasat S.A., suas subsidiárias Hispasat Canarias, Hispamar Satélites (joint venture da Hispasat com a operadora de telefonia brasileira Oi), a Hispasat Brasil e as empresas associadas Hisdesat Servicios Estratégicos e Galileo Sistemas e Serviços.
A gama de acionistas da Hispasat demonstra a natureza estratégica da empresa, tanto para o governo quanto para o mercado espanhol de telecomunicações. Em 2012, os acionistas da Hispasat incluíam representantes do setor público espanhol, a Sociedad Estatal de Participaciones Industriales (SEPI), com 7,41%, e o Centro para el Desarrollo Tecnológico Industrial (CDTI), com 1,85%, e a Eutelsat, com 33,6% e Abertis, um grupo especializado em gestão de infraestrutura e serviços de telecomunicações, com 40,6%.
Em 21 de fevereiro de 2012, a imprensa informou que a Telefónica venderia suas ações da Hispasat para a Abertis e o governo espanhol autorizou a venda em dezembro de 2012.
A Abertis comprou 16,42% da Hispasat do Ministério da Defesa espanhol em 25 de julho de 2013, aumentando a participação na empresa para 57,05% — com a Eutelsat com 33,69%, a SEPI com 7,41% e o CDTI com 1,85%.

## Satélites

### Satélites lançados
| Nome                       | Data de lançamento      | Uso / Construtor / Lançador                                                                     | Posição orbital / Transponders / Cobertura                                                                                        |
| -------------------------- | ----------------------- | ----------------------------------------------------------------------------------------------- | --- |
| Hispasat 1A                | 10 de setembro de 1992  | Televisão digital e comunicações governamentais e militares / Matra Marconi Space / Arianespace | Inativo desde julho de 2003 |
| Hispasat 1B                | 22 de julho de 1993     | Televisão digital e comunicações governamentais e militares / Matra Marconi Space / Arianespace | Inativo desde 6 de junho de 2006                                                                                                  |
| Hispasat 84W-1             | 3 de fevereiro de 2000  | Televisão digital e serviços de rádio, assim como redes VSAT / Alcatel Space / Atlas            | 30º Oeste / 24 transponders em banda Ku / Europa, Norte da África, América                                                        |
| Hispasat 30W-4             | 18 de setembro de 2002  | Substituiu os satélites Hispasat 1A e 1B em serviços civis / Alcatel Space / ILS                | 30º Oeste / 28 transponders em banda Ku / Europa, Norte da África, América                                                        |
| Hispasat 55W-1(Amazonas 1) | 5 de agosto de 2004     | Comunicações civis / EADS Astrium / ILS                                                         | Inativo desde 23 de junho de 2017                                                                                                 |
| XTAR-EUR                   | 12 de fevereiro de 2005 | Uso militar / Space Systems/Loral / Arianespace                                                 | 29º Leste / 12 transponders em banda X / Europa, África, Oriente Médio                                                            |
| Spainsat                   | 11 de março de 2006     | Uso militar Info / Space Systems/Loral / Arianespace                                            | 30º Oeste / 13 transponders em banda X e 1 transponder em banda Ka / América, Europa, África                                      |
| Amazonas 2                 | 1 de outubro de 2009    | Comunicações civis / EADS Astrium / Arianespace                                                 | 61º Oeste / 54 transponders em banda Ku e 10 transponders em banda C / América                                                    |
| Hispasat 30W-5             | 29 de dezembro de 2010  | Comunicações civis / Space Systems/Loral / Arianespace                                          | 30º Oeste / 53 transponders em banda Ku / Europa, Norte da África, América                                                        |
| Amazonas 3                 | 7 de fevereiro de 2013  | Comunicações civis / Space Systems/Loral / Arianespace                                          | 61º Oeste / 33 transponders em banda Ku e 13 transponders em banda Ka e 19 transponders em banda C / América                      |
| Hispasat 74W-1             | 22 de março de 2014     | Comunicações civis / Orbital Sciences Corporation / Arianespace                                 | 74º Oeste / 24 transponders em banda Ku / América                                                                                 |
| Hispasat 36W-1             | 27 de janeiro de 2017   | Comunicações civis / OHB-System GmbH / Arianespace                                              | 36º Oeste / 24 transponders em banda Ku e 3 transponders em banda Ka / Europa, Norte da África, América                           |
| Amazonas 5                 | 12 de setembro de 2017  | Comunicações civis / Space Systems/Loral / PBM                                                  | 61º Oeste / 35 transponders em banda Ka e 24 transponders em banda Ku / América                                                   |
| Paz                        | 22 de fevereiro de 2018 | Uso militar / Astrium Espanha / Kosmotras                                                       | Órbita polar / Radar de abertura sintética em banda X e ótica / -                                                                 |
| Hispasat 30W-6             | 6 de março de 2018      | Comunicações civis / Space Systems/Loral / Arianespace                                          | 30º Oeste / 48 transponders em banda Ku, 6 transponders em banda Ka e 1 transponder em banda C / Europa, Norte da África, América |
| Ingenio                    | 17 de novembro de 2020  | Uso militar / Astrium Espanha / ?                                                               | - / Instrumento Ótico (Observação) / - / O Lançamento fracassou                                                                   |
| Amazonas Nexus             | 7 de fevereiro de 2023  | Comunicações civis / Thales Alenia Space / SpaceX                                               | 61º Oeste / transponders em banda Ka e transponders em banda Ku / América                                                         |

### Satélites cancelados
| Nome        | Observação | Uso                                                                    | Posição orbital / Transponders / Cobertura                                |
| ----------- | --- | ---------------------------------------------------------------------- | ------------------------------------------------------------------------- |
| Amazonas 4B | Inicialmente previsto para ser lançado em 2015, mas o projeto foi suspenso em 2014, devido a falha parcial do Amazonas 4A. E foi posteriormente cancelado e substituído pelo Amazonas 5 | Comunicações civis                                                     | 61º Oeste / ? / América                                                   |
| HisNorSat   | Inicialmente previsto para ser lançado em 2014, mas o projeto foi suspenso em setembro de 2012                                                                                          | Uso militar, fruto de um acordo de colaboração entre Espanha e Noruega | - / 40 transponders em banda Ka e banda X / Desde Austrália até a América |